# Oreste Mattirolo
Oreste Mattirolo (ur. 7 grudnia 1856 w Turynie, zm. 3 grudnia 1947 tamże) – włoski botanik i mykolog.
W 1876 r. ukończył naukę na wydziale nauk przyrodniczych na Uniwersytecie Turyńskim. W 1879 ukończył również medycynę i chirurgię. Następnie przeniósł się na Uniwersytet Strasburski, gdzie studiował pod kierunkiem Antona de Barego. Powrócił do kraju, gdzie pracował na katedrze botaniki w Bolonii i Florencji, a w 1900 został profesorem zwyczajnym botaniki na Uniwersytecie Turyńskim i dyrektorem ogrodu botanicznego w Turynie.
Zajmował się głównie mykologią. Początkowo badał mykoryzę i grzyby podziemne, a zwłaszcza truflowate, później grzyby Włoch i krajów Europy Południowej, ale także grzyby Kongo, Urugwaju, Libii i Ameryki Północnej. Opublikował około 40 prac naukowych na ten temat, niektóre fundamentalne z biologicznego, systematycznego i morfologicznego punktu widzenia. Chciał zebrać cały zgromadzony materiał w jednym dziele, ale udało mu się jedynie opublikować pierwszy tom pt. „Grzyby hypogeiczne Włoch”. Jest to monografia z kolorowymi tablicami i krytycznym opisem 55 gatunków grzybów, z których pięć jest nowych, należących do 22 rodzajów rodzin Hymenogasteraceae, Lycoperdaceae, Tuberaceae. Próbował uprawiać trufle, odegrał też dużą rolę w badaniach nad porostami.
W czasie I wojny światowej prowadził badania nad roślinami, z którymi wiązał nadzieje na opanowanie głodu: słonecznik dziesięciopłatkowy, wierzbownica czworoboczna, szafirek miękkolistny i Chenopodium amaranticolor. Informacje o tych roślinach zebrał w wydanej w 1918 r. pracy „Phytoalimurgia pedemontana”. Jest w niej opis gatunków jadalnych roślin naturalnej flory Piemontu. Prowadził badania nad bakteriami azotowymi żyjącymi w symbiozie z roślinami strączkowymi. Interesował się również botanicznymi badaniami archeologicznymi i opublikował biografie niektórych botaników.
W nazwach naukowych opisanych przez niego taksonów dodawany jest skrót jego nazwiska Mattir.